# بين بيلي
بين بيلي (بالإنجليزية: Ben Bailey)‏ هو مقدم تلفزيوني أمريكي، ولد في 30 أكتوبر 1970 في بولينغ غرين في الولايات المتحدة.

## وصلات خارجية
- بين بيلي على موقع IMDb (الإنجليزية)
- بين بيلي على موقع قاعدة بيانات الفيلم (الإنجليزية)